# كيرك ثورنتون
كيرك ثورنتون (بالإنجليزية: Kirk Thornton)‏ (اسمه الحقيقي شون ثورنتون (بالإنجليزية: Sean Thornton)‏) هو مؤدي أصوات أمريكي ولد في 13 مايو 1956 في بورتلاند، أوريغون.

## أدواره في الانمي

### مسلسلات أنمي تلفزيونية
- فوشيغي يوغي - هوتوهوري
- ساموراي تشامبلو - جين
- روروني كينشين - سايتو هاجيمي
- أبطال الديجيتال الجزء الأول - كاسر
- أبطال الديجيتال الجزء الثاني - كاسر، مومياء
- أبطال الديجيتال الجزء الثالث - والد نعيم
- ناروتو - تازونا, كيسامي هوشيغاكي
- ناروتو شيبودن - كيسامي هوشيغاكي، تشيريكو, فوكاساكو
- بليتش - إيكيتشيرو سايدو، هيناغيكو, أوغاكي، زينّوسكي كوروماداني، غيوكاكو كوموي
- إيوريكا سفن - ماثيو، ديكارد
- آيشيلد 21 - كازوكي جومونجي
- أمير التنس - كونيميتسو تيزوكا
- كود غياس: لولوش المتمرد - كانامي أوغي
- كود غياس: لولوش المتمرد R2 - كانامي أوغي
- غريت تيتشر أونيزوكا - ريوجي دانما، يوشيتو كيكوتشي، نوبورو يوشيكاوا
- ذا بيغ أو - إنسترو
- كيكايشي - توكيو يوكيمورا، أوغاتا
- سكرابد برنسس - دويل باريت
- تنجن توبا جورين لاجان - والد كامينا
- أرك ذا لاد - توش
- المقيم الأبدي - هاباكي كاغيمورا، شينريجي
- دورارارا!! - هيروشي، مستر K, تاكاشي ناسوجيما
- كيه - دايكاكو كوكوجوجي
- بيرسونا 4 ذي أنيميشن - كينشيرو موروؤكا
- التنين الأزرق - وعل
- فيت/ستاي نايت - كيريتسوغو إميا
- فيت/زيرو - نوريكاتا إميا
- إيداتين جمب - سامر
- أوتلو ستار - كراكرجاك
- سورد آرت أونلاين - كلاين
- جانجريف - بيوند ذا جريف/براندون هيت
- فرسان التنكاي - رو
- الفرقة المتنقلة المدرعة: ستاند ألون كومبليكس سكند غيغ - هيديو كوزي
- مغامرة جوجو الغريبة - دوبي

### أوفا أنمي
- البدلة المتنقلة جاندام يونيكورن - جيلبوا سانت
- فانتوم: فانتوم ذي أنيميشن - أيزاك وايزميل

### أفلام أنمي
- فيلم بليتش: ميموريز أوف نوبودي - ريان

## أدواره في الرسوم المتحركة
- سونيك بوم - أوربوت، تي دبليو باركر، السلحفاة ليروي

## أدواره في ألعاب الفيديو
- بيرسونا 4 - كينشيرو موروؤكا
- بيرسونا 4 غولدن - كينشيرو موروؤكا
- كاثرين - الساقي
- سلسلة ألعاب بليزبلو
  - بليزبلو كالاميتي تريغر - جوبيه
  - بليزبلو كونتينيوم شيفت - جوبيه
  - بليزبلو كرونوفانتازما - جوبيه
- سلسلة كينجدوم هارتس
  - كينجدوم هارتس 2 - سايكس
  - كينجدوم هارتس 358/2 دايز - سايكس
  - كينجدوم هارتس بيرث باي سليب - أيسا
- تيلز أوف ذي أبيس - جايد كيرتيس
- سلسلة ألعاب القنفذ سونيك
  - سونيك كولرز - أوربوت
  - سونيك جينيريشنز - القنفذ شادو
  - سونيك لوست ورلد - أوربوت، المعلم زيك
- ساموراي تشامبلو: سايدتراكد - جين
- ناروتو شيبودن: ألتيميت نينجا ستورم ريفولوشن - كيسامي هوشيغاكي، ميفوني, فو ياماناكا
- ناروتو شيبودن: ألتيميت نينجا ستورم 4 - كيسامي هوشيغاكي
- سلسلة ألعاب دوت هاك - أوركا
- سلسلة ألعاب دوت هاك جي يو - نيغيمارو، أنتاريس
- فاير إمبلم أويكينينغ - ينفاي

## وصلات خارجية
- كيرك ثورنتون على موقع IMDb (الإنجليزية)
- كيرك ثورنتون على موقع ميتاكريتيك (الإنجليزية)
- كيرك ثورنتون على موقع روتن توميتوز (الإنجليزية)
- كيرك ثورنتون على موقع ميوزك برينز (الإنجليزية)
- كيرك ثورنتون على موقع أول موفي (الإنجليزية)
- كيرك ثورنتون على موقع قاعدة بيانات الفيلم (الإنجليزية)
- كيرك ثورنتون على موقع ANN person (الإنجليزية)